# Zhou Yilin
Zhou Yilin (chiń. 周義霖; pinyin Zhōu Yī lín; ur. 18 września 1992) – chińska pływaczka specjalizująca się w stylu motylkowym i dowolnym, mistrzyni igrzysk azjatyckich.

## Kariera pływacka
W 2014 roku podczas igrzysk azjatyckich w Inczon płynęła w eliminacjach sztafet 4 × 100 m stylem dowolnym. Otrzymała złoty medal, po tym jak Chinki zajęły w finale pierwsze miejsce.
Rok później na mistrzostwach świata w Kazaniu z czasem 2:07,69 zakwalifikowała się do finału 200 m stylem motylkowym. Ostatecznie Zhou uplasowała się na ósmym miejscu, uzyskawszy czas 2:10,20.
Podczas igrzysk olimpijskich w Rio de Janeiro na dystansie 200 m stylem motylkowym zakończyła wyścig finałowy na piątej pozycji z czasem 2:07,37.